# Fiandara
Fiandara je plitko jezerce koje se smjestilo oko 1,5 km južno od središta Umaga. Od mora je odvojeno uskom prevlakom širine oko 100 metara.